# Ukko-Pekka Luukkonen
Ukko-Pekka Luukkonen (Espoo, Finlandia, 9 de marzo de 1999) es un jugador profesional finlandés de hockey sobre hielo que se desempeña en la posición de guardameta en Buffalo Sabres, equipo de la National Hockey League (NHL).

## Carrera
Fue seleccionado en la segunda ronda en la NHL Entry Draft de 2017. En 2020 hizo su debut profesional con el equipo Buffalo Sabres, donde lleva jugando cuatro temporadas.